# Vasoline
«Vasoline» es una canción de la banda Stone Temple Pilots que forma parte de su álbum Purple. La canción fue el primer sencillo del álbum (y también el que más éxito les aportó, únicamente superado por "Interstate Love Song"), se mantuvo durante dos semanas en el número 1 del Mainstream Rock Tracks. El extraño sonido de la introducción fue obra de RobertDeLeo, quien puso su bajo en un pedal wah-wah para conseguir el efecto deseado. Scott Weiland estuvo a cargo de las letras. Vasoline aparece en dos álbumes compilación, Thank You y Buy This.

## Composición y significado
Como muchas otras canciones del grupo, las letras pueden resultar de temática vaga y difícil de interpretar, y los fanes han conjeturado sobre varias interpretaciones. Durante un concierto de STP en VH1 Storytellers, cuando tocaron la canción, Weiland dijo que la canción trataba sobre "sentirse como un insecto debajo de un lente de aumento".

## Videos musicales
El vídeo musical (dirigido por Kevin Kerslake) estuvo radiando en MTV cuando apareció el sencillo en 1994. Hay, al menos, tres versiones del video, categorizadas como "X version", "Y version" y "Z version". Todas las versiones son parecidas, usando partes de la misma película con diferencias menores en el contenido y en el orden de las escenas. El álbum fue tomado directamente del videoclip.

## Apariciones célebres
- Vasoline apareció en los videojuegos Rock Band y SingStar Amped.
- Vasoline se usa durante los saques en la NFL.
- Jenny Galt, concursante del reality musical "Rockstar Supernova", la interpretó cuando estuvo entre los últimos tres lugares de la competencia. Fue eliminada esa noche.